# Ленський Олексій Олексійович
Олексі́́й Олексі́йович Ле́нський  (нар. 25 лютого 1975) — народний депутат України, на дострокових парламентських виборах 11-й номер в списку Радикальної партія Олега Ляшка.

## Біографія
Працював помічником-консультантом народного депутата. З 27 листопада 2014 року — народний депутат України, заступник голови Комітету Верховної Ради України з питань екологічної політики, природокористування та ліквідації наслідків Чорнобильської катастрофи.

## У соціальних мережах
https://www.facebook.com/aleksey.lenskyy [Архівовано 22 липня 2019 у Wayback Machine.]
1. ↑  Про реєстрацію кандидатів у народні депутати України, включених до виборчого списку Радикальної Партії Олега Ляшка, у загальнодержавному багатомандатному виборчому окрузі на позачергових виборах народних депутатів України 26 жовтня 2014 року. Офіційний вебпортал парламенту України (укр.). Процитовано 8 листопада 2024.